# 女はポルノを読む
『女はポルノを読む 女性の性欲とフェミニズム』（おんなはポルノをよむ じょせいのせいよくとフェミニズム）は、守如子による2010年の書籍。

## 概要
本書では、男性向けと考えられがちなポルノグラフィを女性も楽しんでいるという前提に立ち、漫画のポルノグラフィについて論じている。フェミニズムがポルノグラフィをどのように評価してきたかや、女性向けポルノグラフィの成立に至る過程、読者像、男性向けとの差異についても言及している。ボーイズラブについても学術的に論じている。
また、「行動する女たちの会」と愛のコリーダ事件について詳述している。

## 評価
森山至貴は、現代の女性向けアダルトビデオの浸透を考えると、2010年に執筆された本書が論じるポルノグラフィが漫画に限定されていることはあるいは奇異に映るかもしれないと述べた上で、日本語で読める女性向けポルノグラフィ論の基本文献と評した。
千田有紀は、男性向けエロ劇画と女性向けレディースコミックの比較分析が本書の白眉だと評し、「本当に面白く読めた」と述べた。